# Tarnówka (osada w powiecie złotowskim)
Tarnówka – osada w Polsce położona w województwie wielkopolskim, w powiecie złotowskim, w gminie Tarnówka
Wieś leży na trasie nieistniejącej już linii kolejowej Złotów-Płytnica.
W latach 1975–1998 miejscowość należała administracyjnie do województwa pilskiego.